# Adolf Locher
Adolf Locher (* 21. Dezember 1906 in Altstätten; † 21. Februar 1988 ebenda; katholisch, heimatberechtigt in Oberegg AI) war ein Schweizer Unternehmer.

## Leben
Adolf Locher kam am 21. Dezember 1906 als Sohn des Eisenwarenhändlers Adolf Locher Senior und der Marie geborene Zünd auf die Welt. Der Absolvent der Handelsschule in Neuenburg übernahm 1934 die väterliche Eisenwarenhandlung in Altstätten, die er modernisieren und ausbauen liess. So zählte der Betrieb 1934 acht Beschäftigte, 1976 waren es über 400. Adolf Locher war der Gründer der „Locher-Hauser-Stahlhandelsgruppe“, die seit 2000 in die SFS Holding AG integriert ist.
Daneben war Adolf Locher von 1939 bis 1945 im Gemeinderat von Altstätten vertreten. Zudem fungiere er in den Jahren 1955 bis 1986 als Vorstandsmitglied der Museumsgesellschaft Altstätten.
Adolf Locher, der mit Martha, der Tochter des Ingenieurs Ferdinand Hälg, verheiratet war, verstarb am 21. Februar 1988 im Alter von 81 Jahren in Altstätten.

## Ehrung
- 1986 Ehrenbürger von Altstätten